# Быховский, Израиль Адольфович
Израиль Адольфович Быховский (1907—1997) — офицер военно-морского флота СССР, капитан 1 ранга, подводник, командир подводной лодки в годы Великой Отечественной войны, военно-морской историк, писатель.

## Биография
Израиль Адольфович Быховский родился 18 декабря (31 декабря) 1907 года в Санкт-Петербурге.
1 сентября 1928 года был зачислен курсантом в Военно-морское училище им. М. В. Фрунзе. В 1930 году вступил в члены ВКП(б). В ноябре 1932 года окончил училище и назначен командиром минно-торпедной боевой части (БЧ-3) дизель-электрической подводной лодки «Красноармеец» (до 1920 года носила имя «Леопард») типа «Барс» Краснознамённого Балтийского флота (КБФ), а затем переведён на ту же должность на подводную лодку «Ленинец». В 1933 году был направлен для дальнейшего прохождения службы на Тихоокеанский флот и назначен командиром минно-торпедной боевой части подводной лодки «Щ-108» (7 декабря 1933 года получила имя «Форель»). С 1934 года служил в должности помощника командира подводной лодки «Сом» (до 7 декабря 1933 года именовалась Щ-109). В 1935 году окончил Курсы командного состава Учебного отряда подводного плавания Тихоокеанского флота.
20 августа 1937 года старший лейтенант Быховский был уволен в запас «как не представляющий ценности для флота», арестован, находился в заключении до 1940 года.

### Участие в Великой Отечественной войне

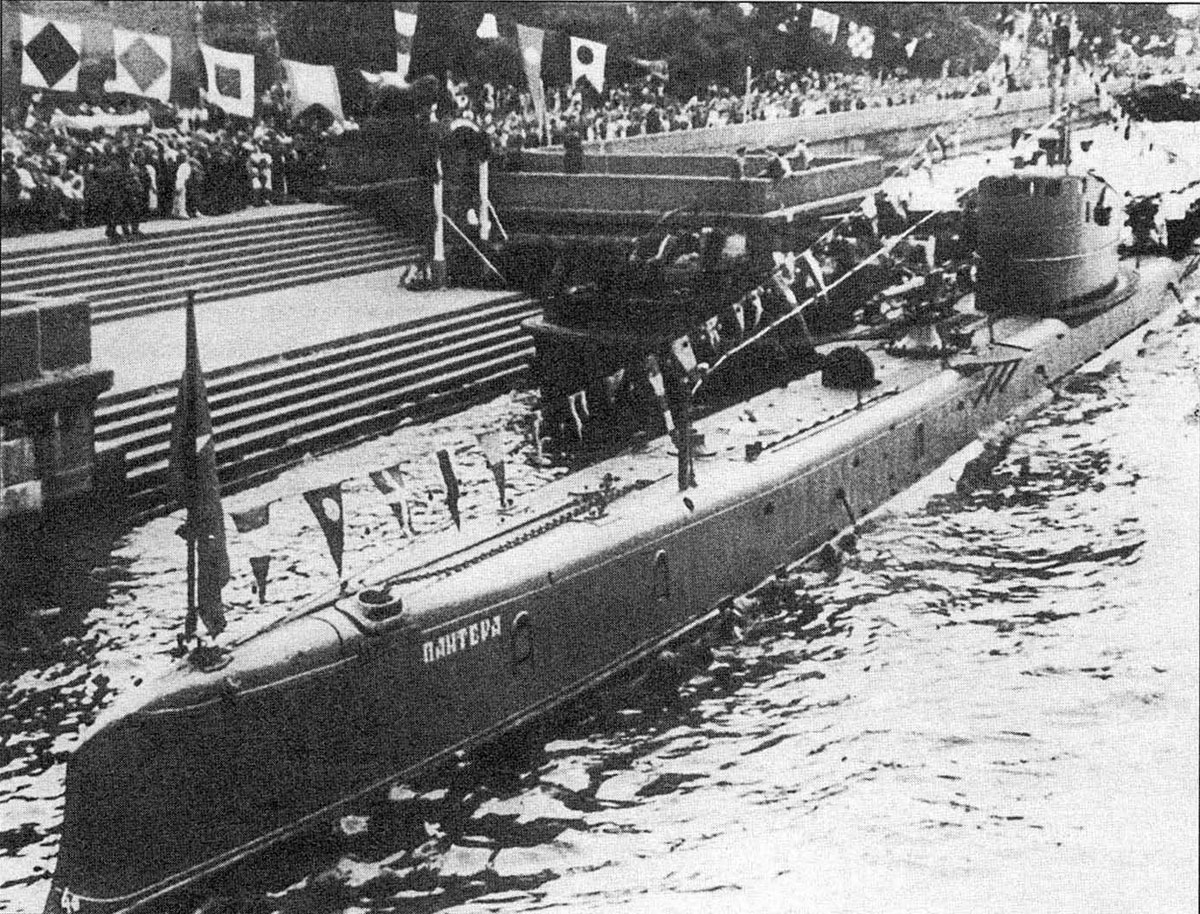
Подводная лодка «Пантера» (Б-2)

В июле 1940 года был восстановлен в кадрах флота и назначен помощником командира подводной лодки «Правда» («П-1») Балтийского флота. 28 февраля 1941 года капитан-лейтенант Быховский был назначен командиром подводной лодки «Б-2» (ранее имела название «Пантера»). Лодка в январе 1940 года была списана из состава военно-морского флота и использовалась для практической отработки действий курсантов Учебного отряда подводного плавания им. С. М. Кирова, а с началом войны стала плавучей зарядовой станцией. 14 июня 1941 года Быховский был награждён орденом Красной Звезды. В августе 1942 года во время артобстрела блокадного Ленинграда Быховский был ранен в обе ноги, около полугода находился в госпитале. 22 декабря 1942 года награждён медалью «За оборону Ленинграда». После выписки из госпиталя отказался от демобилизации и 1 января 1943 года был назначен дивизионным штурманом в 16 дивизию подводных лодок ВМФ.
С января 1944 года находился в распоряжении штаба КБФ, в мае был назначен офицером штабной службы в разведывательный отдел подводного плавания штаба КБФ. Вёл информационно-аналитическую работу по изучению действий подводных лодок противника в Финском заливе и Балтийском море, разрабатывал предложения по противодействию противостоящим силам, что дало возможность лёгким силам Балтийского флота успешно бороться с немецкими подводными лодками. Написал более сорока аналитических работ по тактике и стратегии военно-морских сил противника, такие как «Наргенская позиция», «Организация службы на германских эсминцах», «Тактико-технические данные германских эсминцев», «Организация ВМС Финляндии» и другие. Являлся специалистом по морской обороне Финляндии и оборонительным системам этой страны. На основе аналитических данных подготовил справки по минной обстановке в Финском заливе. Войну закончил в звании капитана 3 ранга.

### В послевоенный период
В 1946 году назначен начальником маскировочной лаборатории Балтийского флота, с 1951 по 1953 год преподавал в Учебном отряде подводного плавания им. С. М. Кирова. В этот же период стал изучать историю отечественного флота. В 1950 году была опубликована его первая книга «Мастера „потаённых“ судов».
В 1954 году вышел в отставку в звании капитана 1 ранга, работал сотрудником сектора истории Центрального научно-исследовательского института военного кораблестроения имени академика А. Н. Крылова (ныне Крыловский государственный научный центр). Вёл активную патриотическую работу среди молодёжи. 30 декабря 1990 года вручил Андреевский флаг экипажу современной атомной подводной лодки Северного флота «Пантера» проекта 971 «Щука-Б» (10 марта 1987 года включена в списки кораблей ВМФ СССР, спущена на воду 21 мая 1990 года, введена в строй 27 декабря 1990 года).
В 1992 года ему было присуждено звание Почётный член научно-технического общества имени академика А. Н. Крылова.
Умер в 1997 году в Санкт-Петербурге.

## Награды
- орден Красного Знамени[1];
- орден Красной Звезды (дважды, первый орден — 14 июня 1941[3]);
- орден Отечественной войны I степени (14 мая 1945, 6 апреля 1985)[6][10];
- Медали, в том числе:

медаль «За оборону Ленинграда» (22 декабря 1942),
медаль «За боевые заслуги» (3 ноября 1944),
медаль «За победу над Германией в Великой Отечественной войне 1941—1945 гг.» (23 февраля 1946).